# Phebalium canaliculatum
Phebalium canaliculatum är en vinruteväxtart som först beskrevs av F. Muell. & Tate, och fick sitt nu gällande namn av James Hamlyn Willis. Phebalium canaliculatum ingår i släktet Phebalium och familjen vinruteväxter. Inga underarter finns listade i Catalogue of Life.